# Егоров, Геннадий Юрьевич
Геннадий Юрьевич Егоров (укр. Геннадій Юрійович Єгоров; род. 4 февраля 1989, Джанкой) — украинский футболист, полузащитник клуба «Инкомспорт-Заречное».

## Биография
С 2002 по 2006 год играл в Детско-юношеской футбольной лиге Украины за Республиканское высшее училище физической культуры (Киев).
Начал профессиональную карьеру в 2006 году в клубе «Локомотив» (Двуречная), но отыграв за команду два месяца перешёл в другую команду Второй лиги Украины — «Феникс-Ильичёвец» (Калинино). Вместе с калининцами завоевал путёвку в Первую лигу по итогам сезона 2006/07.
Летом 2008 года перешёл в «Севастополь», но в команде не закрепился, выступая преимущественно за фарм-клуб. По итогам чемпионата Крыма 2009 года был признан лучшим полузащитником турнира, где защищал цвета красноперекопского «Химика». В 2010 году играл за дубль симферопольской «Таврии» в молодёжном чемпионате Украины.
Сезон 2011 года провёл в чемпионате Узбекистана, представляя самаркандское «Динамо». После этого играл на любительском уровне в Крыму. С августа 2024 года — игрок команды «Инкомспорт-Заречное», выступающей в Премьер-лиге Крымского футбольного союза.

## Достижения
- Серебряный призёр Второй лиги Украины: 2006/07